# Philadelphia Sphas
I Philadelphia Sphas sono stati una squadra professionistica di pallacanestro statunitense con sede a Filadelfia. Hanno militato nella American Basketball League, vincendo il titolo in 7 occasioni.
Indicati anche come SPHAs o SPHAS, devono il nome all'acronimo di "South Philadelphia Hebrew Association", ossia l'associazione ebraica che fu il primo sponsor della squadra.

## Storia
Gli Sphas nacquero nel 1917 per volontà di Eddie Gottlieb e Harry Passon; lo stesso Gottlieb (poi membro della Naismith Memorial Basketball Hall of Fame dal 1972) ne fu giocatore fino al 1925. La connotazione era dilettantistica, e il primo nome di quel gruppo di cestisti era "DeNeri Juniors".
Dal 1919 arrivò la sponsorizzazione della "South Philadelphia Hebrew Association", da cui ereditarono il nome. Proprio questa sponsorizzazione diede una forte caratteriazione ebraica alla squadra: sul retro delle maglie venne scritto "Hebrews" ("ebrei", in inglese), e sulla parte anteriore venne usato l'alfabeto ebraico per il nome della squadra.
Nel biennio 1925-1926 gli Sphas giocarono nella Eastern Basketball League (EBL), per poi passare alla American Basketball League (ABL) nel biennio successivo, giocando come Philadelphia Warriors. Tornarono nella Eastern Basketball League dal 1929 al 1933, tornando poi nella American Basketball League dal 1933 al 1949. Vinsero per 7 volte la ABL e per 3 volte la EBL.
Nel 1950 Gottlieb cedette la squadra a Herm Klotz, il quale la trasformò nell'avversaria degli Harlem Globetrotters, rinominandola, dal 1952, Washington Generals.